# 帕里亞半島國家公園

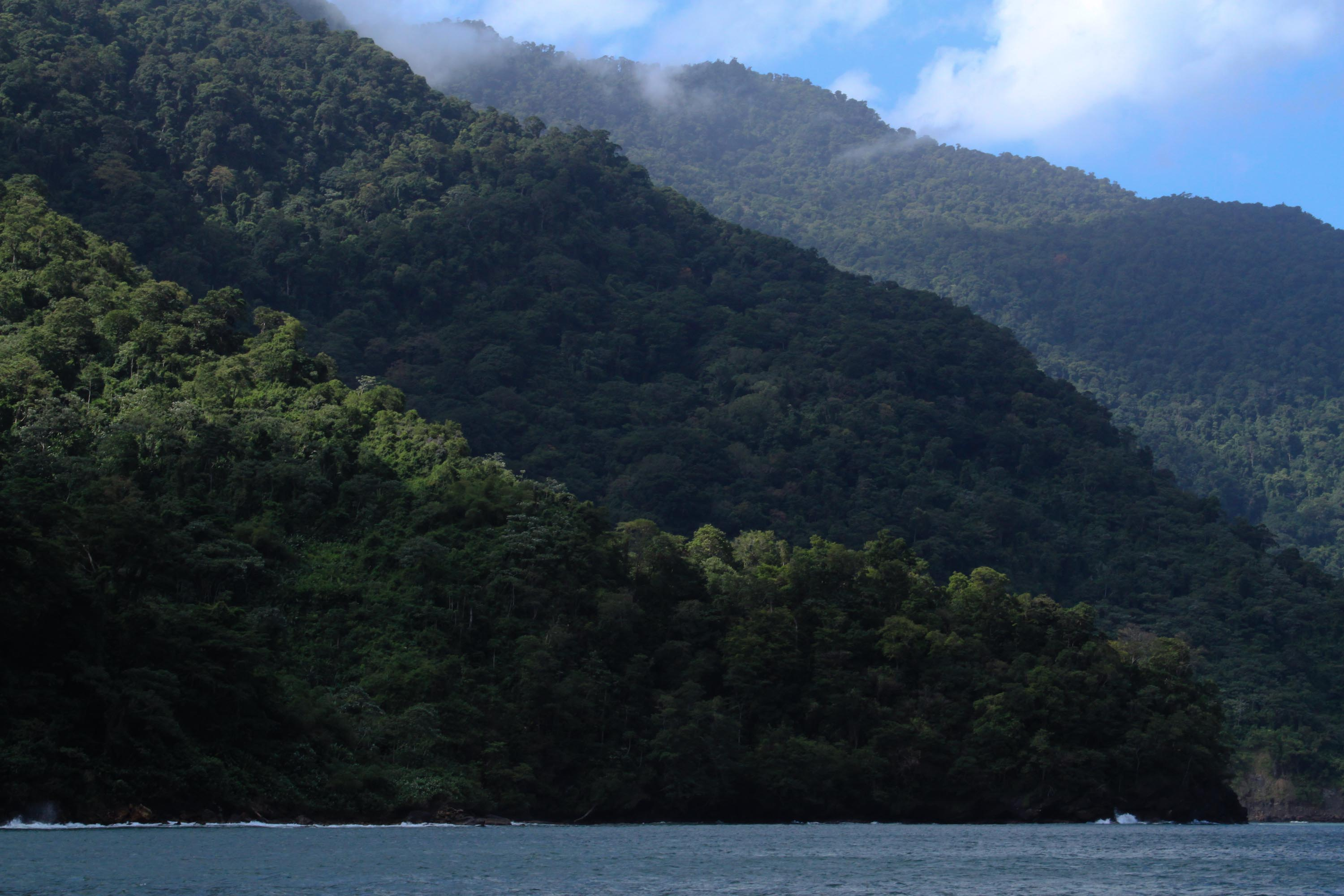

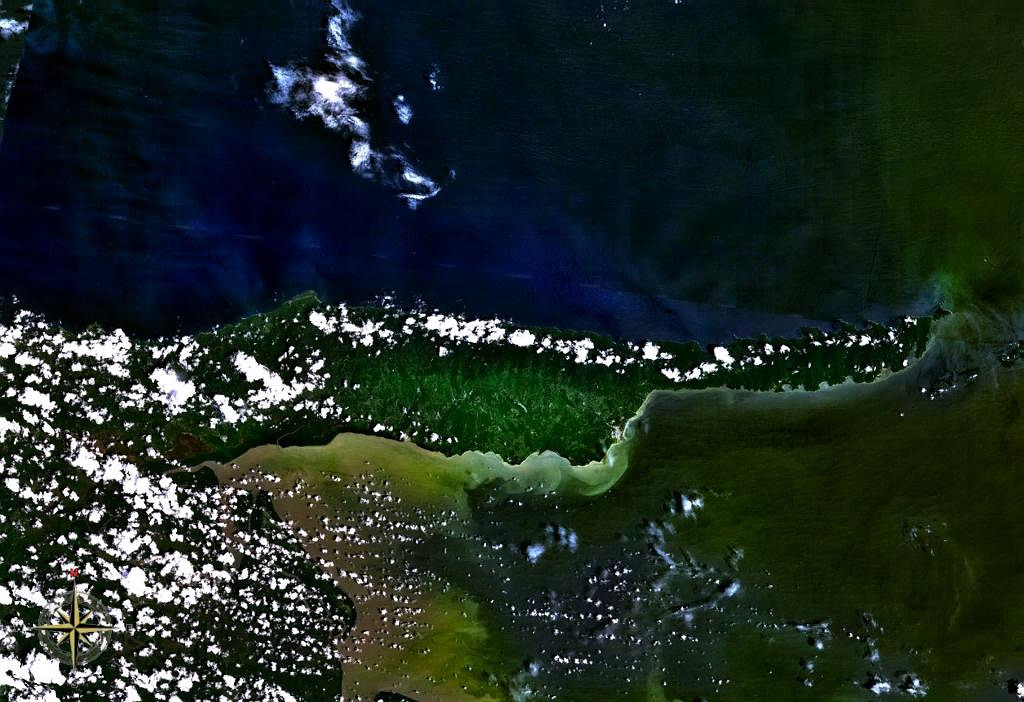

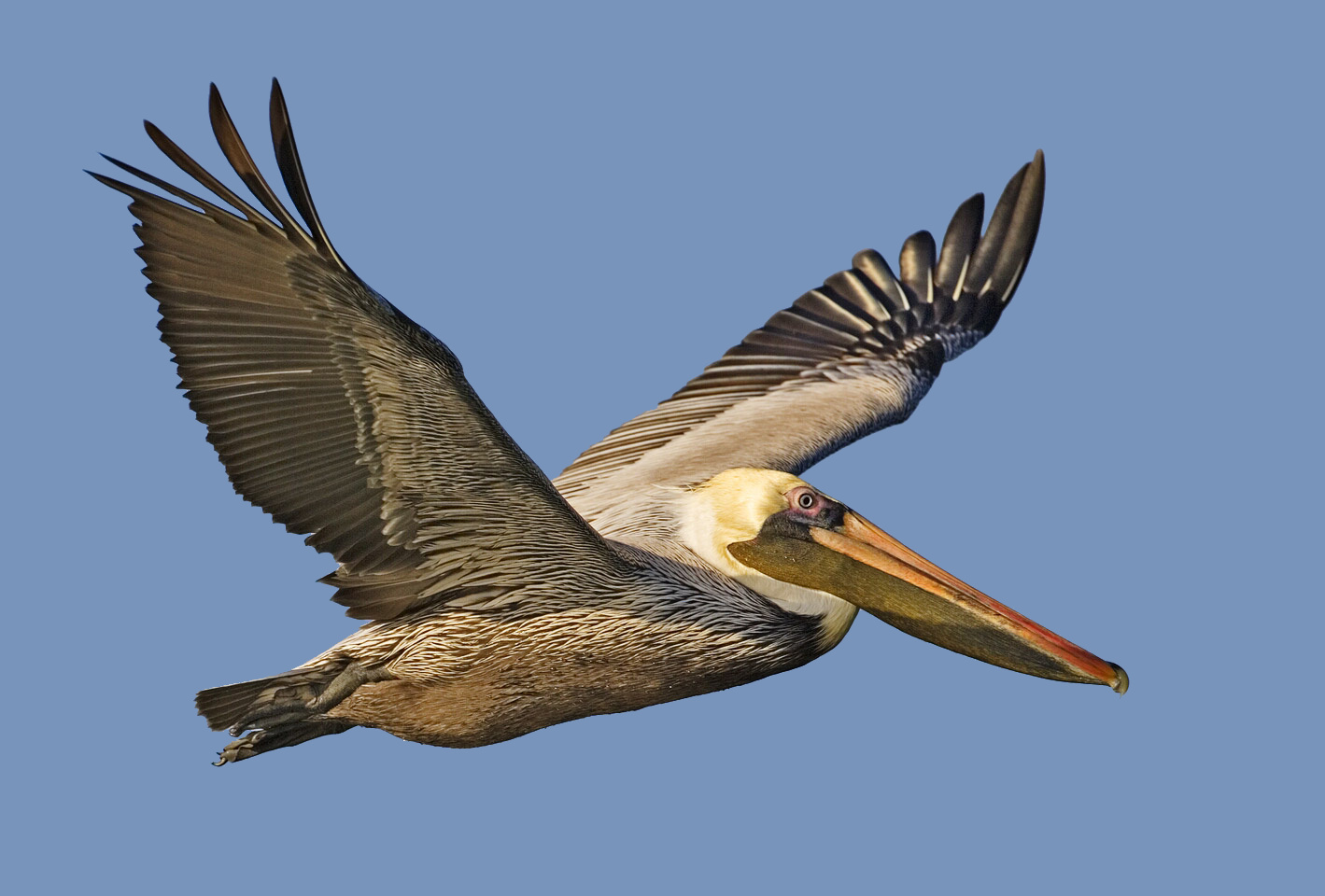

10°42′N 62°30′W / 10.700°N 62.500°W
帕里亞半島國家公園（西班牙語：Parque nacional Península de Paria）是委內瑞拉的國家公園，位於該國東北部，由蘇克雷州負責管轄，面積375平方公里，始建於1978年12月12日，該地區有359種鳥類棲息。

## 外部連結
- Decreto Oficial
- Parque Nacional Península de Paria （页面存档备份，存于） ParksWatch.